# تیورکیه‌وو
تیورکیه‌وو (انگلیسی: Tyurkeyevo) یک شهرک در شهرستان بلاگووارسکی باشقیرستان کشور روسیه است.